# Naasting
Het recht van naasting is een zakelijk recht dat de houder ervan het recht geeft als eerste een zeker goed te kopen.
In de oorspronkelijke vorm, ook wel recht van vernadering of beschudrecht genoemd, was het in de Nederlanden van kracht vanaf de middeleeuwen tot eind 18e eeuw (het begin van de Franse tijd in België en in Nederland). Degene die het recht van naasting bezat, de naarder, had het recht een verkocht onroerend goed over te kopen. Onder onroerend goed werd daarbij verstaan grond met opstallen, alsook de rechten die op het goed gevestigd waren, zoals erfpacht, cijnsen en renten. Bij de afschaffing van het ancien régime verviel het middeleeuwse recht van naasting in België en Nederland. Het recht kon niet meer nieuw worden gevestigd, maar ook daarna kon het nog worden uitgeoefend wanneer de oorspronkelijke overeenkomst onder het oude recht tot stand was gekomen.
In de moderne tijd vinden we de term in Nederland in een meer bestuursrechtelijke sfeer, waar de overheid het recht bedingt om (de infrastructuur van) een bedrijf over te nemen. Het is dan in feite een vorm van nationalisatie.

## Middeleeuws recht van naasting
In het middeleeuwse recht van naasting werd onderscheid gemaakt tussen naasting uit beding en naasting uit gewoonterecht. 

### Naasting uit beding
Het recht van naasting uit beding kon gevestigd worden bij de verkoop van onroerend goed. In dat geval werden de voorwaarden waaronder de verkoop genaast kon worden contractueel overeengekomen. Dat hield veelal in dat de verkoper het recht bedong het verkochte goed binnen een zekere tijd voor dezelfde prijs terug te kunnen kopen, dan wel voorrang te krijgen ingeval het goed opnieuw verkocht werd. Het kwam ook voor dat aan de verkoop voorwaarden verbonden werden die niet aan tijd gebonden waren. Bij overlijden van de verkoper ging het recht van naasting dan over op zijn erfgenamen.

### Naasting uit gewoonterecht

#### Gronden voor naasting
Binnen het gewoonterecht bestonden er drie gronden waarop iemand die een koop wilde naasten zich kon beroepen.
- Naasting van bloedswege. Iemand die kon bewijzen nader verwant te zijn aan de verkoper dan de koper, had van bloedswege recht om het onroerend goed over te kopen. Dit recht gold tot in de vierde graad van bloedverwantschap. In geval meerdere personen zich op dit recht beriepen had degene voorrang die het naast aan de verkoper verwant was. Bij gelijke verwantschap had de eerste die het recht wilde uitoefenen voorrang.
- Naasting van deelswege. Iemand die kon aantonen mede-eigenaar te zijn van het verkochte onroerend goed kon, indien niet gekend in de verkoop, het goed van deelswege overkopen. Als er meerdere mede-eigenaars waren had degene voorrang die het grootste aandeel had. Bij gelijke delen kreeg de eerste die zich meldde voorrang.
- Naasting van grondswege. De eigenaar van een onroerend goed dat in erfpacht was uitgegeven kon van grondswege het erfrecht overkopen wanneer dat door de pachter was verkocht buiten medeweten van de eigenaar. Voor grondgebonden cijnsen en renten gold hetzelfde.

Indien de verkoper naasting wilde voorkomen kon hij degenen die het recht zouden kunnen verkrijgen contractueel laten verklaren daarvan af te zien.

#### Voorwaarden
Een beroep op het recht van naasting kon gedaan worden voor de schout en twee schepenen. Om het recht van naasting uit te kunnen oefenen diende aan een aantal voorwaarden te worden voldaan. Allereerst moest de oorspronkelijke verkoop onderhands gedaan zijn. Een koop die was gedaan tijdens een tevoren aangekondigde openbare verkoping kon niet genaast worden. Verder moest de aanspraak worden gedaan binnen één jaar na de dag van de palmslag, het sluiten van de oorspronkelijke koop.
Een belangrijke voorwaarde was dat de eerste koper geen schade mocht lijden. Daarom moest de naarder alle kosten overnemen die bij de verkoop waren gemaakt. Dit betrof niet alleen de koopprijs, het schrijfgeld (administratieve kosten) en het briefgeld (leges), maar ook de eventuele lijfkoop (handgeld), wijnkoop (wijn gedronken bij gerechtelijke eigendomsoverdracht) en de godspenning (overeengekomen gift aan een charitatieve instelling). Ten slotte moest de naarder onder ede verklaren dat hij niet ingehuurd was, maar het goed voor zichzelf kocht en contant betaalde met eigen en dus niet geleend geld.

#### Varianten
Zoals alle vormen van gewoonterecht was het recht van naasting een lokaal recht en daarmee een recht dat vele varianten kende. Zowel de gronden voor naasting als de voorwaarden waaraan voldaan moest worden verschilden per gewest en vaak zelfs per plaats. Naasting van bloedswege kwam overal in de Lage Landen voor. Naasting van deelswege bestond slechts in een aantal plaatsen, evenals naasting van grondswege. Soms had naasting van bloedswege daar voorrang, onder andere in 's-Hertogenbosch, soms ging naasting van deelswege boven naasting van bloedswege zoals in Antwerpen en soms had naasting van grondswege algehele voorrang, bijvoorbeeld in Zandhoven. En soms was de termijn niet een jaar, maar jaar en dag, wat betekent een jaar plus zes weken (en soms nog drie dagen extra).
Het kwam ook voor dat een stad het recht bezat huizen te naasten die op haar grondgebied verkocht waren, dat was het geval in Antwerpen en Bergen op Zoom. In Rotterdam gold het recht van naasting van deelswege ook als een deel-eigendom van een schip werd verkocht aan anderen dan mede-eigenaren. De naasting kon binnen een termijn van 14 dagen gedaan worden door de reders, of de stuurman als het om een vissersboot ging, dan wel de schipper als het een koopvaardijschip betrof. In 's-Hertogenbosch kwamen ook volwassen eikenbomen die verkocht waren in aanmerking om genaast te worden. Het recht van de dertiende penning, dat voorkwam in het veengebied tussen Abcoude en Woerden, kende aanvankelijk ook een naastingsrecht.
De Friese variant van het recht heet niaarrecht. Deze rechtsregel vindt zijn oorsprong in het Oudfries recht, waarin gold dat men slechts beheerder was van onroerend goed en niet eigenaar; het goed behoorde aan de familie. Een voorgenomen verkoop moest op drie achtereenvolgende zondagen in de kerk van de kansel worden afgeroepen. Als er daarna niemand het recht had opgeëist verviel het niaarrecht.

#### Codificatie
In de 16e eeuw werd op bevel van Keizer Karel V het lokale gewoonterecht in de Lage Landen gecodificeerd en vastgelegd in wetboeken die gewestelijk werden uitgegeven. In het Vlaams recht werd het naastingsrecht beschreven onder de titel naerheden, in het Brabants recht
heette het naederschap en in het Rooms-Hollands recht werd de term naasting gebruikt.

## Naasting in de moderne geschiedenis
In de Nederlandse hedendaagse geschiedenis komt een ander soort naasting voor, een die meer in de bestuursrechtelijke sfeer ligt. Een voorbeeld zijn de concessies die in de 19e eeuw door veel overheden waren uitgeven aan bedrijven om openbare diensten te verlenen (bijvoorbeeld openbare telefonie): onder bepaalde voorwaarden had de concessieverlener dan het voorrangsrecht om de infrastructuur van het bedrijf op te kopen. Zo werd het interlokale telefoonnetwerk van de eerste Nederlandse telefoonmaatschappij, de NBTM, in 1913 door het Rijk genaast. In 1948 werden de aandelen van De Nederlandsche Bank bij wet door de Nederlandse staat genaast. In deze voorbeelden is naasting feitelijk een vorm van nationalisatie.
Na de Tweede Wereldoorlog was Het Nederlandse Beheersinstituut (NBI) belast met onder andere het opsporen, beheren en eventueel liquideren van landverraderlijke en vijandelijke vermogens, eveneens een vorm van naasting.